# Dolt hot
Dolt hot (franska: Caché) är en fransk psykologisk thrillerfilm från 2005, regisserad av Michael Haneke.
Filmen handlar om Georges och Anne, ett äkta par från den övre medelklassen bosatta i Paris. En dag får de plötsligt ett brev på posten från en anonym avsändare. Brevet innehåller en videokassett med en film som ser ut att vara inspelad inuti deras egen bostad. De mottar senare flera videor. När de försöker ta reda på vem som kan ligga bakom breven inser de att det kan ha att göra med familjens koppling till massakern i Paris 1961.
Filmen hade världspremiär vid filmfestivalen i Cannes 2005, där Haneke vann priset för bästa regi.

## Rollista (i urval)
- Daniel Auteuil – Georges
- Juliette Binoche – Anne